# Vladislao Cap
Vladislao Wenceslao Cap (* 5. Juli 1934 in Avellaneda; † 14. September 1982) war ein argentinischer Fußballspieler und späterer -trainer polnischer Abstammung, der sowohl als Spieler als auch als Trainer an einer Fußball-Weltmeisterschaft teilnahm und auch so einige Erfolge feierte.

## Spielerkarriere

### Vereinskarriere
Vladislao Cap, geboren 1934 in Avellaneda, einem industriellen Vorort von Buenos Aires, begann mit dem Fußballspielen 1952 beim Verein Arsenal de Llavallol in Buenos Aires. Nach einem Jahr bei dem kleinen Verein ging er zu Quilmes AC, von wo aus er nach einem weiteren Jahr zum Racing Club in seinen Geburtsort wechselte. Bei Racing Avellaneda spielte Cap unter anderem zusammen mit anderen Fußballgrößen seiner Zeit wie etwa Pedro Dellacha, Omar Corbatta oder Pedro Manfredini und wurde 1958 argentinischer Fußballmeister. In der Primera División wurde ein erster Platz mit drei Punkten Vorsprung auf die Boca Juniors belegt. Im Jahr 1961 verließ er den Verein und schloss sich CA Huracán an, wo er in einem Jahr 27 Spiele in der Primera División machte und mit dem bonarenser Verein den zehnten Tabellenplatz erreichte. Nach der Saison 1961 wurde er vom Renommierclub River Plate unter Vertrag genommen und spielte fortan vier Jahre lang für Argentiniens Rekordmeister. Im Team um Stars wie Ermindo Onega und José Ramos Delgado kam Cap aber nicht über die Rolle eines Reservespieler hinaus und brachte es in vier Jahren nur auf 60 Spiele in Argentiniens Fußballoberhaus. Nach dem Ende seiner Zeit bei River Plate spielte Cap dann noch ein Jahr für CA Vélez Sarsfield, ehe er seine Laufbahn 1966 im Alter von 32 Jahren beendete.

### Nationalmannschaft
Zwischen 1959 und 1962 machte Cap elf Länderspiele in der argentinischen Nationalmannschaft. Gleich im ersten Jahr seiner Länderspielkarriere nahm er an der Copa América im eigenen Land teil, die von der argentinischen Auswahl auch prompt gewonnen werden konnte. Beim 3:1-Erfolg gegen Paraguay am 22. März 1959 im Monumental-Stadion von Buenos Aires erzielte er während der Südamerikameisterschaft sein erstes und einziges Länderspieltor. Drei Jahre darauf wurde er von Nationaltrainer Juan Carlos Lorenzo ins Aufgebot der Südamerikaner für die Weltmeisterschaft in Chile berufen. Während des Turnieres absolvierte der Verteidiger die Spiele gegen England (1:3) und Ungarn (0:0). Weitere WM-Spiele verhinderte das frühe Ausscheiden Argentiniens bereits nach der Gruppenphase. Nach der Weltmeisterschaft endete auch die Nationalmannschaftszeit von Cap.

## Trainerkarriere
Nach dem Ende seiner aktiven Zeit als Fußballspieler wurde Cap Trainer. 1968 übernahm er seinen ersten Posten als verantwortlicher Cheftrainer und trainierte fortan Ferro Carril Oeste. Große Erfolge blieben ihm aber verwehrt. 1970 wurde er vom amtierenden argentinischen Meister Chacarita Juniors unter Vertrag genommen, kam aber über Platzierungen ihm Mittelfeld nicht hinaus. Zwischen 1971 und 1972 coachte er CA Independiente aus seinem Heimatort Avellaneda. Mit Independiente erreichte er 1971 die argentinische Meisterschaft im Metropolitano-Wettbewerb durch einen ersten Platz einen Punkt vor Vélez Sársfield. Damit legte er mit Independiente den Grundstein für die Erfolge in der Copa Libertadores in den folgenden Jahren, da man sich als Landesmeister für diesen Wettbewerb qualifizieren konnte. Den Sieg in der Copa Libertadores 1972 erlebte er aber nicht mehr als Trainer von Independiente, er wurde im Frühjahr 1972 von Pedro Dellacha abgelöst.
Nachdem er 1972 bis 1973 Deportivo Cali in Kolumbien gecoacht hatte, wurde Cap 1974 argentinischer Nationaltrainer. Zusammen mit José Varacka bekleidete er das Amt des Nationaltrainers bei der Weltmeisterschaft 1974 in Deutschland. Die Argentinier kamen bei dem Turnier jedoch nicht über die Zwischenrunde hinaus und Cap war schon bald nicht mehr Trainer der argentinischen Nationalmannschaft. Er wurde durch César Luis Menotti ersetzt, der die argentinische Mannschaft 1978 zum ersten Weltmeistertitel führte. Nach einer Pause von vier Jahren übernahm Cap 1978 LDU Quito in Ecuador und später Atlético Junior und CA Platense. Diese Engagements währten jedoch nur sehr kurz. 
1982 trainierte er jeweils für kurze Zeit die beiden Rivalen River Plate und Boca Juniors. Während seiner Zeit bei Boca wurde ein Ödem entdeckt. An dieser Krankheit starb Cap am 14. September 1982 im Alter von 48 Jahren.